# 利琴扎
利琴扎（義大利語：Licenza），是意大利拉齐奥大区罗马首都广域市的一个市镇。总面积17.66平方公里，人口1019人，人口密度57.7人/平方公里（2009年）。ISTAT代码为058051。